# Jeff McNeil
Jeff McNeil (né le 8 avril 1992 à Santa Barbara, Californie) est un joueur de baseball évoluant avec les Mets de New York. 

## Carrière
Jeff McNeil est sélectionné par les Mets de New York au 12e tour du repêchage de 2013. Il fait ses débuts en ligue majeure et frappe son premier coup sûr le 24 juin 2018 face aux Padres de San Diego. Il termine la saison 2018 avec une moyenne au bâton de ,329 et 3 circuits en 6 matchs et termine 6e du vote de recrue de l'année de la ligue Nationale remporté par Ronald Acuña Jr. 
En 2019, il est sélectionné pour la première fois au match des étoiles et termine la saison avec ,318 de moyenne au bâton et 23 circuits (son plus haut total en carrière en circuits). 
En 2021, sa moyenne au bâton diminue lorsqu'il ne frappe que ,251 dans la saison. 
En 2022, il est de nouveau sélectionné pour le match des étoiles, frappe pour la meilleure moyenne au bâton des ligues majeures avec ,326 devant Freddie Freeman deuxième avec ,325 de moyenne et remporte le prix Silver Slugger. 
En 2023, Jeff McNeil ne frappe que ,270 avec 10 circuits en 156 matchs.

## Carrière internationale
En 2023, Jeff McNeil participe à la Classique mondiale du baseball avec les États-Unis mais n'obtient qu'un seul coup sûr en neuf présences officielles au bâton. 